# سامسونگ اس۵۲۳۰
سامسونگ اس۵۲۳۰ یک‌نمونه از گوشی‌های تلفن همراه سری S شرکت سامسونگ می باشد که توسط همین شرکت در سال ۲۰۰۹ به بازار عرضه شده‌است.